# Hans Peter Janssens
Hans Peter Janssens (Bruges, 19 marzo 1962) è un attore teatrale e baritono belga.

## Biografia
Dopo gli studi al conservatorio di Bruges e alla Guildhall School of Music and Drama di Londra, Hans Peter Janssens si è affermato come interprete d'opera e musica sacra, a partire dalla Passione secondo Matteo di Johann Sebastian Bach in cui cantò il ruolo di Cristo. Successivamente continuò a recitare nel mondo dell'opera in Belgio, cantando ruoli principali di Don Giovanni, Guglielmo Tell e Così fan tutte. Nel 1993 Janssens ha fatto il suo debutto nel mondo del musical interpretando Pedro in Man of la Mancha con il Ballet royal de Flandre, a cui seguirono i musical Jesus Christ Superstar e Chess. Nel 1995 ha interpretato i ruoli di Raoul de Chagny e del Fantasma dell'Opera nel musical di Andrew Lloyd Webber The Phantom of the Opera a Scheveningen. Successivamente ha ricoperto il duplice ruolo del protagonista del musical Jekyll & Hyde. Nella stagione teatrale 1998/1999 ha interpretato Jean Valjean nel musical Les Misérables ad Anversa, mentre l'anno successivo interpretò nuovamente il protagonista in The Phantom of the Opera. Nel 2000 ha recitato nuovamente con Ballet royal de Flandre nel musical di Stephen Sondheim Follies, in cui interpretava il co-protagonista Benjamin Stone.
Nel 2000 fece il suo debutto sulle scene londinesi in Les Misérables e rimase per tre anni consecutivi nel cast del musical al Palace Theatre, interpretando il protagonista Jean Valjean. Nel 2006 tornò sulle scene londinesi nel musical Les Misérables, questa volta nel ruolo del co-protagonista Javert. Tornato in Belgio nel 2006, Janssens ha interpretato Dracula nell'omonimo musical, mentre nella stagione 2009/2010 ha interpretato nuovamente Javert in Les Misérables a Londra, questa volta al Queen's Theatre del West End. Nel settembre del 2010 ha interpretato Von Krolock nella produzione fiamminga di Tanz der Vampire, seguito nel 2011 dal ruolo di Bill Sikes in Oliver!. Negli anni successivi Janssens ha recitato in numerosi altri ruoli da protagonista in diversi musical in Belgio, tra cui le parti di George in Aspects of Love (2012), Peron in Evita (2016) e Re Tritone in The Little Mermaid (2017). Nel 2023 ha interpretato l'eponimo protagonista in Sweeney Todd ad Amsterdam insieme a Simone Kleinsma.

## Repertorio
| Ruolo             | Titolo                             | Autore  |
| ----------------- | ---------------------------------- | ------- |
| Remendado         | Carmen                             | Bizet   |
| Sid               | Albert Herring                     | Britten |
| Demetrio          | Sogno di una notte di mezza estate | Britten |
| Guglielmo         | Così fan tutte                     | Mozart  |
| Don Giovanni      | Don Giovanni                       | Mozart  |
| Secondo cavaliere | Parsifal                           | Wagner  |
| Sigfrido          | La Valchiria                       | Wagner  |